# Longyu
Imperatriz Longyu, Imperatriz Xiao Ding Jing (Chinês tradicional: 蕭太后丁績嗯; Chinês simplificado: 萧太后丁绩嗯) ou conhecida como Imperatriz viúva Longyu  (Chinês tradicional:皇太后隆裕; Chinês simplificado: 皇太后隆裕) (28 de Janeiro de 1868 - 22 de Fevereiro de 1913) foi a consorte do Imperador Guangxu, da Dinastia Qing e a Regente do Imperador Pu Yi, era sobrinha da Imperatriz Tseu-Hi e prima de Guangxu, que viria a ser seu marido, mas após a morte de Guangxu e Tseu-Hi, Pu-Yi, sobrinho de Guangxu foi declarado imperador da China, durante o reinado de Pu Yi foi sua regente, em 1912 com a Fundação da República da China, Pu Yi abdicou o trono pondo fim a Dinastia Qing e a o fim de 2000 anos de domínio imperial na China, faleceu em 22 de Fevereiro de 1913, um ano após o fim do Império Qing.